# Anna Pletnyova
 (avril 2013).
Si vous disposez d'ouvrages ou d'articles de référence ou si vous connaissez des sites web de qualité traitant du thème abordé ici, merci de compléter l'article en donnant les références utiles à sa vérifiabilité et en les liant à la section « Notes et références ».
Anna Yur'evna. Pletnyova (en russe : Анна Юрьевна Плетнёвa) (née le 21 août 1977 à Moscou) est une chanteuse russe, soliste du groupe pop Vintaj. Elle a également été membre  du groupe pop Litseï (ru) de 1997 à 2005.